# Lester Patrick Cup
La Lester Patrick Cup è stato il trofeo assegnato ai vincitori della Western Hockey League. Nacque come Phil Henderson Cup, trofeo riservato ai vincitori della Pacific Coast Hockey League e tra 1952 e 1960 si chiamò President's Trophy, quando cambiò il proprio nome per commemorare Lester Patrick, pioniere dell'hockey su ghiaccio nella costa pacifica canadese e statunitense.
La Lester Patrick Cup non fu più assegnata dopo lo scioglimento della WHL nel 1974, e il trofeo è conservato presso la Hockey Hall of Fame di Toronto.

## Vincitori e finalisti
| Pacific Coast Hockey League | Pacific Coast Hockey League | Pacific Coast Hockey League | Pacific Coast Hockey League |
| Stagione                    | Campione                    | Finalista                   | Serie                       |
| --------------------------- | --------------------------- | --------------------------- | --------------------------- |
| 1944-45                     | Seattle Ironmen             |                             |                             |
| 1945-46                     | Vancouver Canucks           | Hollywood Wolves            | 4-1                         |
| 1946-47                     | Los Angeles Monarchs        | Portland Eagles             | 4-0                         |
| 1947-48                     | Vancouver Canucks           | San Diego Skyhawks          | 4-1                         |
| 1948-49                     | San Diego Skyhawks          | New Westminster Royals      | 4-2                         |
| 1949-50                     | New Westminster Royals      | Los Angeles Monarchs        | 4-3                         |
| 1950-51                     | Victoria Cougars            | New Westminster Royals      | 4-1                         |
| 1951-52                     | Saskatoon Quakers           | Victoria Cougars            | 4-2                         |

In seguito alla fusione fra la PCHL e la Western Canada Senior Hockey League avvenuta nel 1951 la lega cambiò il proprio nome in Western Hockey League.
| Western Hockey League | Western Hockey League | Western Hockey League   | Western Hockey League |
| Stagione              | Campione              | Finalista               | Serie                 |
| --------------------- | --------------------- | ----------------------- | --------------------- |
| 1952-53               | Edmonton Flyers       | Saskatoon Quakers       | 4-2                   |
| 1953-54               | Calgary Stampeders    | Vancouver Canucks       | 4-2                   |
| 1954-55               | Edmonton Flyers       | Calgary Stampeders      | 4-0                   |
| 1955-56               | Winnipeg Warriors     | Vancouver Canucks       | 4-2                   |
| 1956-57               | Brandon Regals        | New Westminster Royals  | 4-0                   |
| 1957-58               | Vancouver Canucks     | Calgary Stampeders      | 4-0                   |
| 1958-59               | Seattle Totems        | Calgary Stampeders      | 4-0                   |
| 1959-60               | Vancouver Canucks     | Victoria Cougars        | 5-2                   |
| 1960-61               | Portland Buckaroos    | Seattle Totems          | 4-2                   |
| 1961-62               | Edmonton Flyers       | Spokane Comets          | 4-3                   |
| 1962-63               | San Francisco Seals   | Seattle Totems          | 4-3                   |
| 1963-64               | San Francisco Seals   | Los Angeles Blades      | 4-2                   |
| 1964-65               | Portland Buckaroos    | Victoria Maple Leafs    | 4-1                   |
| 1965-66               | Victoria Maple Leafs  | Portland Buckaroos      | 4-3                   |
| 1966-67               | Seattle Totems        | Vancouver Canucks       | 4-0                   |
| 1967-68               | Seattle Totems        | Portland Buckaroos      | 4-1                   |
| 1968-69               | Vancouver Canucks     | Portland Buckaroos      | 4-0                   |
| 1969-70               | Vancouver Canucks     | Portland Buckaroos      | 4-1                   |
| 1970-71               | Portland Buckaroos    | Phoenix Roadrunners     | 4-1                   |
| 1971-72               | Denver Spurs          | Portland Buckaroos      | 4-1                   |
| 1972-73               | Phoenix Roadrunners   | Salt Lake Golden Eagles | 4-0                   |
| 1973-74               | Phoenix Roadrunners   | Portland Buckaroos      | 4-1                   |